# Turquette
Herniaria glabra
Espèce
La Turquette, Herniaria glabra, est une espèce de plantes herbacées de la famille des Caryophyllaceae. C’est une petite plante à fleurs verdâtres, qui croît dans les lieux arides et sablonneux.
Utilisée pour ses vertus médicinales, comme diurétique, astringent et émollient.

## Liste des sous-espèces et variétés
Selon Catalogue of Life (9 août 2014) et Tropicos (9 août 2014) (Attention liste brute contenant possiblement des synonymes) :
- Herniaria glabra subsp. nebrodensis (J. Presl & C. Presl) Jan ex Nyman
- Herniaria glabra subsp. rotundifolia (Vis.) Trpin
- Herniaria glabra var. glabra
- Herniaria glabra var. setulosa Beck